# José de Barros Franco Júnior
José de Barros Franco Júnior foi um fazendeiro e político brasileiro.

## Biografia
Dono da Fazenda Bom Jesus de Matozinhos e, mais tarde, da Secretário de Fazenda, foi um dos primeiros a realizar a plantação científica do café. Por sua iniciativa, foram construídas duas pontes de ferro, uma em Pedro do Rio e a outra em Fagundes, contribuindo também para a edificação da escola de Secretário e para a transmissão de energia elétrica para Pedro do Rio. Dado o seu envolvimento com a cultura do café, participou como delegado na comitiva que assinou o "Convênio do Café" no município de Taubaté, em 1906.
Na política, foi diversas vezes vereador de Petrópolis, sendo presidente da Câmara Municipal entre 1913 e 1915 e prefeito do município. José de Barros Franco Júnior foi um dos fundadores do Partido Republicano.

## Vida Pessoal
José de Barros Franco Júnior casou-se com Ana Ferraz Caldas, neta do Visconde de São Bernardo, Eugênio Ferraz de Abreu, tendo por filho Fernando Barros Franco.